# Svätoplukovo
Svätoplukovo, do roku 1948 Šalgov (maďarsky Salgó) je obec na Slovensku v okrese Nitra.
Obec je vzdálena 15 km od Nitry směrem na Cabaj-Čápor v mírně kopcovitém terénu. 83% katastru obce zahrnuje zemědělská půda. Obec leží mimo hlavní silniční tahy. V obci není zdravotní středisko a vzdělávání je zajištěno pouze v základní škole pro první čtyři ročníky, škola pro vyšší ročníky a zdravotní péče je v sousedních Mojmírovcích.
Svatoplukovo je součástí mikroregionu Cedron, který je pojmenován po potůčku protékajícím obcí. Společnými silami se sousedními obcemi se snaží řešit společné problémy – dostavbu kanalizace a vodovodu.

## Historie
Svatoplukovo se poprvé zmiňuje v roce 1384 (některé prameny uvádějí 1386) jako příslušenství hradu Gýmeš. Zemianský rod z obce neměl vlastní příjmení a označoval se latinsky jako de Salgo, čili ze Šalgova.
Obec byla 20 let součástí větší, bezprostředně sousedící obce Mojmírovce. V místním referendu v roce 1996 se obyvatelé Svatoplukova rozhodli pro osamostatnění.

## Pamětihodnosti a zajímavosti
V obci se nacházejí dva kostely - klasicistní římskokatolický kostel Růžencové Panny Marie z roku 1833 (v severní části obce) a pozdně klasicistní evangelický kostel z roku 1861 (v centru). Na náměstí ve středu obce je památník padlým obětem první a druhé světové války.
V centru obce se také nachází artéská studna, která byla navrtána kolem roku 1900 do hloubky přibližně 300 metrů. Pitná voda ze studny je oblíbená mezi domácími i lidmi z okolních obcí. U studny je vybudován bazén, který slouží jako zásobárna vody.